# 1972年臺灣
|        | 臺灣歷史 \| 台灣歷史年表 |
| 世纪： | 19世纪臺灣 \| 20世纪臺灣 \| 21世纪臺灣 |
| 年代： | 1940年代臺灣 \| 1950年代臺灣 \| 1960年代臺灣 \| 1970年代臺灣 \| 1980年代臺灣 \| 1990年代臺灣 \| 2000年代臺灣                                           |
| 年份： | 1967年臺灣 \| 1968年臺灣 \| 1969年臺灣 \| 1970年臺灣 \| 1971年臺灣 \| 1972年臺灣 \| 1973年臺灣 \| 1974年臺灣 \| 1975年臺灣 \| 1976年臺灣 \| 1977年臺灣 |
| 纪年： | 壬子年（鼠年）、中華民國61年 |

## 政府

### 國家正副元首

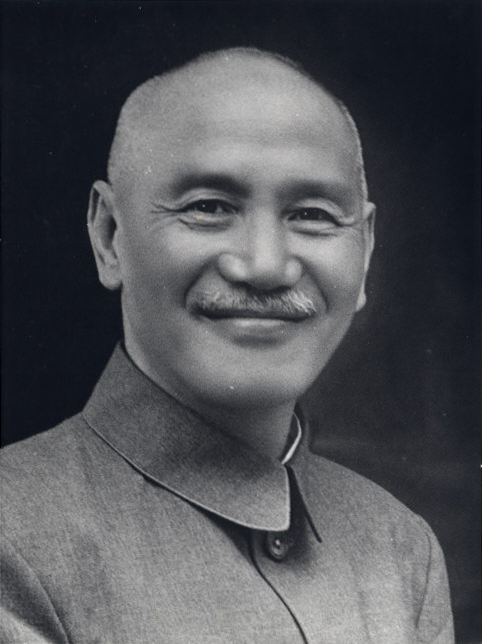
總統：蔣中正
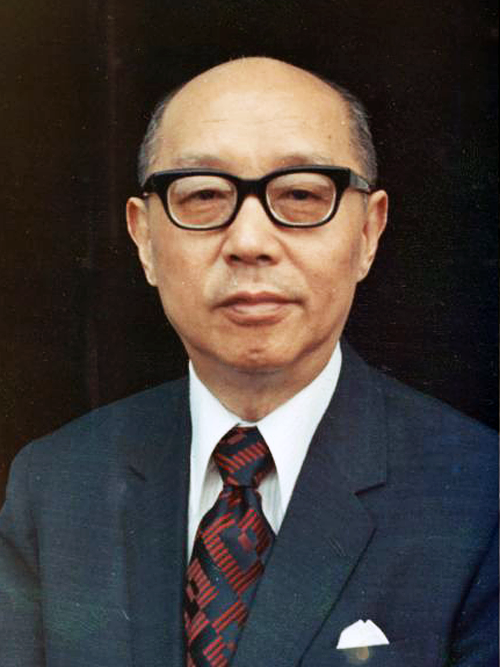
副總統：嚴家淦

### 五院首長

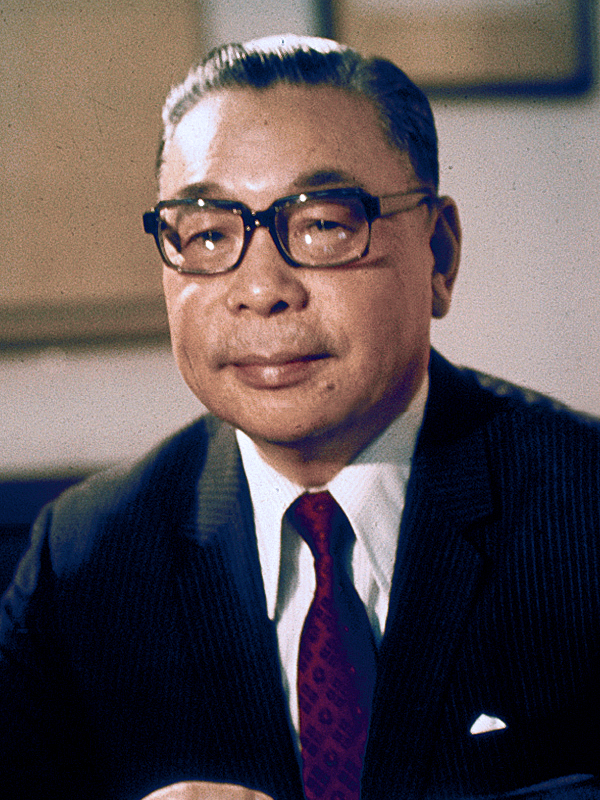
行政院院長：蔣經國
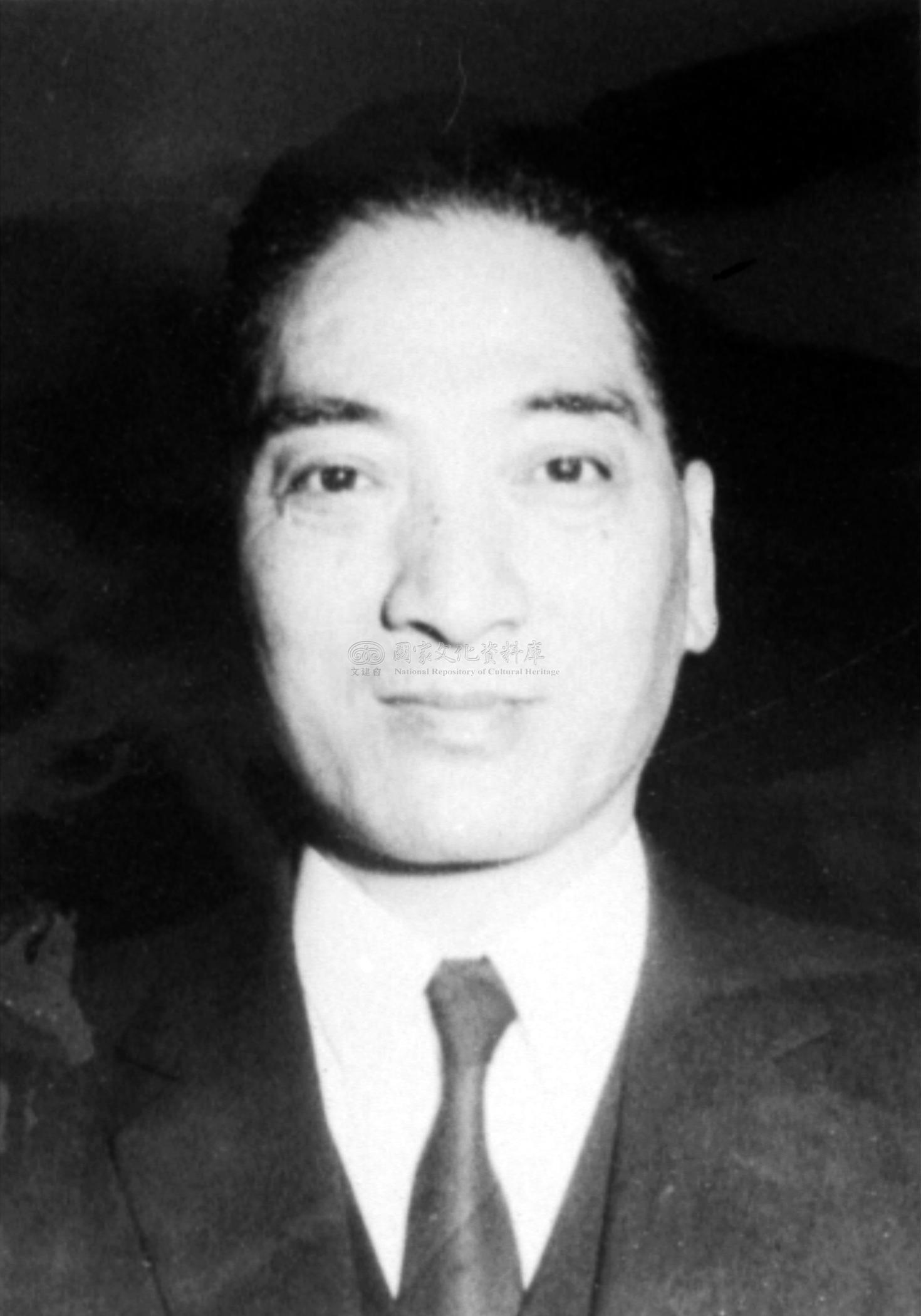
立法院院長：倪文亞
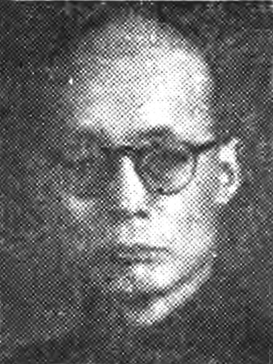
司法院院長：田炯錦
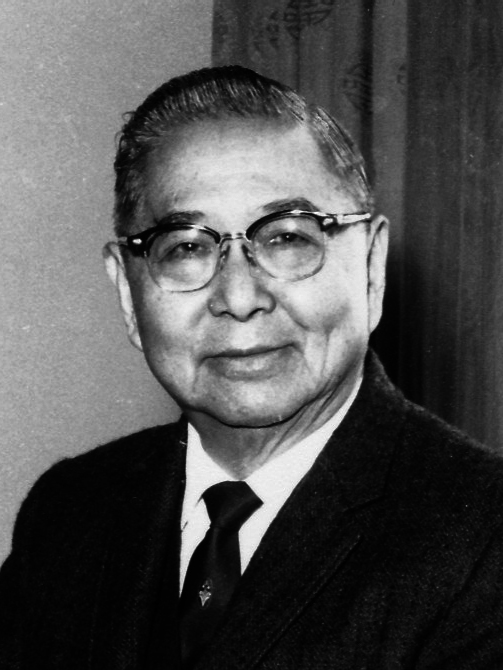
考試院院長：孫科
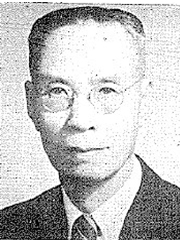
監察院院長：張維翰（代理）

### 省政府主席

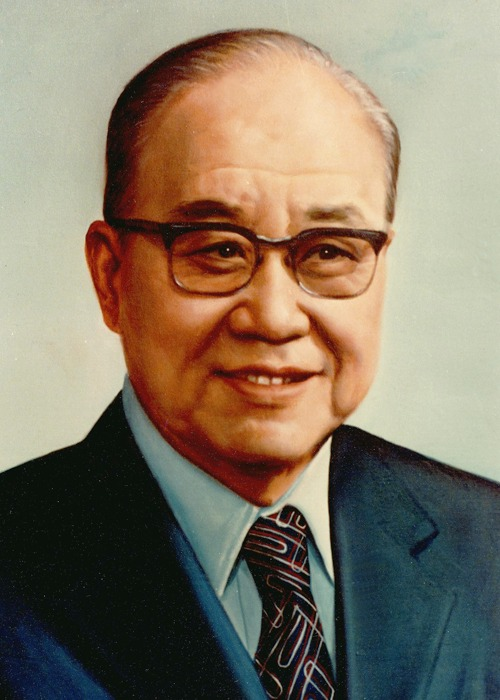
臺灣省政府主席：謝東閔
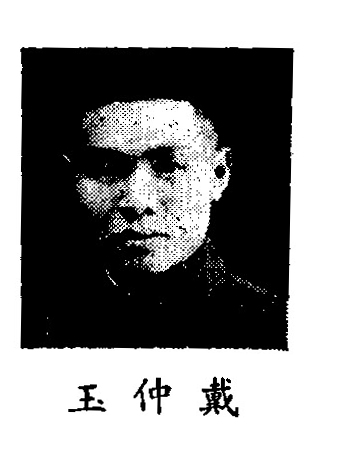
福建省政府主席：戴仲玉

### 成員變動

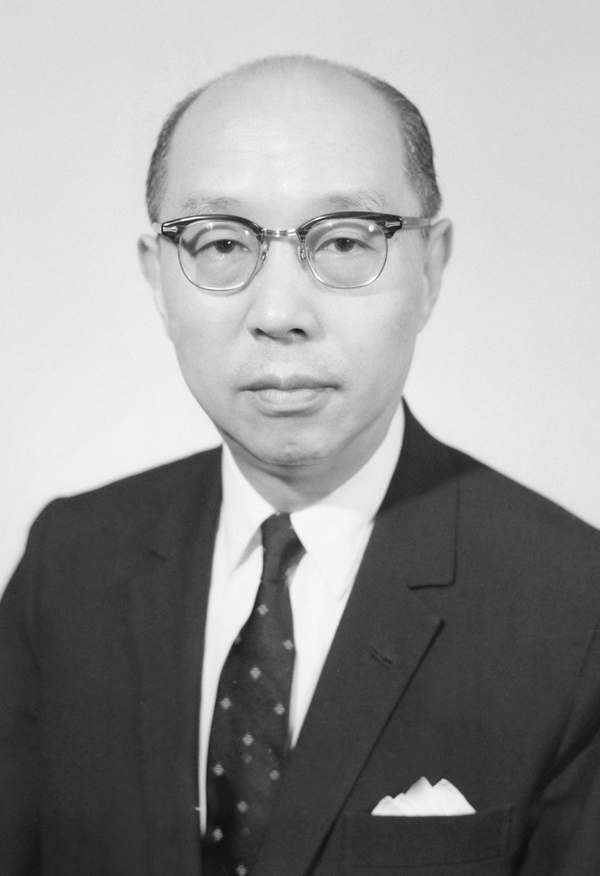
行政院院長：嚴家淦（內閣總辭）
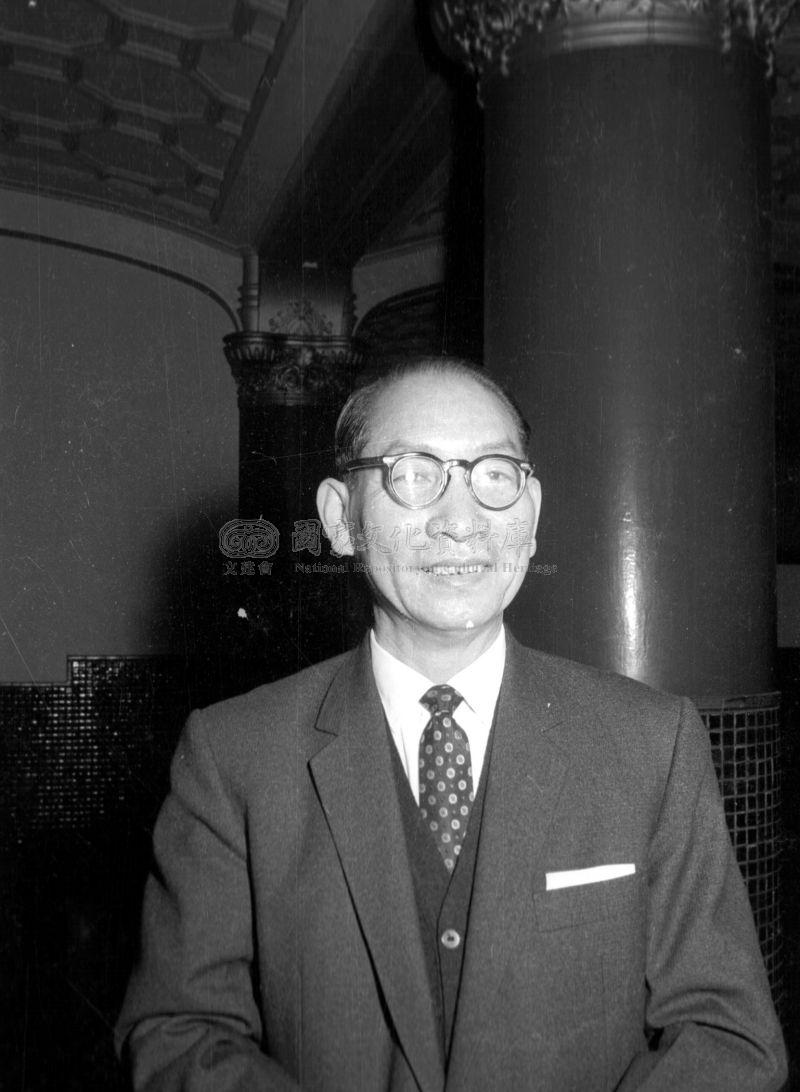
立法院院長：黃國書（辭職）
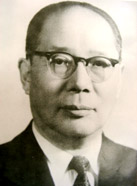
監察院院長：李嗣璁（逝世）
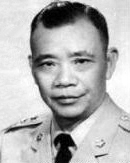
臺灣省政府主席：陳大慶（轉任國防部部長）

## 大事記

### 1月
- 1月10日：雷震撰寫〈救亡圖存獻議〉，提交給中華民國總統蔣中正、中華民國副總統兼行政院院長嚴家淦、行政院副院長蔣經國、中華民國總統府秘書長張群、中華民國國家安全會議秘書長黃少谷各一份，但是並沒有獲得回應。
- 1月12日：中華民國與賽普勒斯斷交
- 1月31日：中華民國與馬爾他斷交

### 2月
- 2月19日：中華民國與阿根廷斷交
- 2月20日：一架清泉崗基地起飛的HC-130巡邏機創下了渦輪螺旋槳飛機航行距離最長的世界紀錄（至今尚未打破），該機沿著大圓航線從台灣飛行了8,732.09英里（14,052.94）到美國伊利諾州的史考特空軍基地（英语：Scott AFB）。

### 3月
- 3月21日：舉行第五屆中華民國總統選舉，結果由蔣介石連任總統、嚴家淦連任副總統。

### 4月
- 4月12日：中華民國與塞內加爾斷交。
- 4月15日：中華民國與馬爾地夫斷交
- 4月24日：花蓮縣瑞穗鄉發生地震

### 5月
- 5月13日：中華民國與盧安達斷交
- 5月16日：國父紀念館落成啟用。
- 5月20日：蔣介石和嚴家淦就任第五任正副總統。

### 6月
- 6月5日：中華民國與希臘斷交

### 7月
- 7月1日：臺北縣板橋鎮升為板橋市[1]:486

### 9月
- 9月29日：中華民國與日本斷交。

### 12月
- 12月22日：中華民國與澳洲斷交，同日亦與紐西蘭斷交
- 12月23日：1972年中華民國縣市長選舉、1972年中華民國省議員選舉、1972年中華民國立法委員選舉 、1972年中華民國國民大會代表選舉同時舉行投開票。

## 出生
参见： 1972年出生
- 1月10日——張宏陸：政治人物。
- 1月23日——袁緒虎：導演、攝影師。
- 1月24日——
  - 孫嘉禾：主持人、空服員、保險業務員。
  - 王海輪：歌手、演員，是紅孩兒成員之一。
- 2月3日——
  - 紀大偉：作家。
  - 沈可尚：導演。
- 2月11日——辛龍：歌手、演員，是劉真之夫。
- 2月14日——魏晶琦：配音員。
- 2月16日——王醒之：政治人物。
- 2月27日——吳鈴山：演員，是黃崇蘭之夫。
- 2月29日——甘耀明：作家。
- 3月2日——江啟臣：政治人物。
- 3月3日——陳茂嘉：幕僚，曾任蔡家福立委辦公室主任。
- 3月7日——王義川：政治人物，曾任台中市政府交通局局長。
- 3月14日——蔣偉文：歌手、演員、主持人，是三片吐司成員之一。
- 3月16日——章勁松：律師，是章孝慈之子。
- 3月17日——谷懷萱：新聞主播，是徐展元之妻。
- 3月27日——李婉鈺：政治人物、空服員、土木工程師。
- 3月30日——黃子佼：歌手、演員、主持人。
- 4月5日——
  - 闕枚莎：政治人物。
  - 闕壯鎮：棒球選手。
- 4月6日——謝承均：演員。
- 4月11日——張志豪：政治人物、航空機師。
- 4月14日——蕭菊貞：導演。
- 4月20日——彭佳慧：歌手。
- 4月23日——徐欣瑩：政治人物。
- 4月24日——廖宏淵：棒球教練。
- 4月30日——趙心瑜：幕僚，曾任蔡英文競選文宣部主任。
- 5月2日——徐展元：體育主播，是徐生明之侄。
- 5月11日——李芸嬋：導演。
- 5月16日——張哲生：收藏家。
- 5月19日——簡福疆：新聞主播，是林秀芹之夫，原是中天新聞主播，後來遠赴香港鳳凰衛視主持節目。
- 5月22日——
  - 王聰威：作家。
  - 顏嘉樂：演員。
- 5月26日——葉慶元：律師、政治人物。
- 5月27日——方文良：作曲家、作詞家、音樂製作人。
- 5月30日——向麗雯：演員、主持人。
- 6月6日——張皓明：演員。
- 6月9日——盧靚：演員，2005年因光碟案而爆紅。
- 6月15日——李怡志：記者、助理教授。
- 6月17日——黃錦雯：歌手、演員、主持人，是錦繡二重唱成員之一。
- 6月20日——羅景壬：導演。
- 6月22日——廖見河：漫畫家。
- 6月26日——楊鎮浯：政治人物。
- 6月27日——吳音寧：政治人物，曾任溪州鄉公所主任秘書、台北農產運銷公司總經理。
- 6月29日——趙建銘：醫師，是陳幸妤之夫。因結婚當時恰是陳水扁剛上任中華民國總統，因此被新聞媒體譽稱「駙馬爺」。
- 7月14日——何冠穎：演員。
- 7月21日——張雅屏：政治人物，曾任行政院青輔會主任秘書。
- 7月24日——邱志偉：政治人物。
- 7月31日——張克帆：歌手、演員，是紅孩兒主唱。
- 8月2日——翁明哲：畫家。
- 8月4日——林岱樺：政治人物。
- 8月6日——方馨：演員。
- 8月9日——張惠妹：歌手、音樂製作人。
- 8月12日——鍾欣凌：演員、主持人。
- 8月13日——蘇意菁：演員。
- 8月17日——
  - 范瑞君：演員。
  - 陳奕齊：講師、廣播主持人、政治運動人士，是台灣基進黨首任主席。
- 8月24日——高慧君：歌手、演員，是高蕾雅之姊。
- 8月26日——余皓然：演員、通告藝人，是王中平之妻。
- 9月9日——許秀雯：律師。
- 9月17日——羅友志：時事評論家。
- 9月24日——蔡幸珍：作家。
- 9月25日——劉軒：作家、主持人。
- 10月1日——黃星盛：鋼琴家。
- 10月4日——劉義祥：籃球教練。
- 10月6日——游信義：社會運動人士。
- 10月7日——
  - 劉畊宏：歌手、演員、主持人，是咻比嘟嘩成員之一。
  - 周倪安：政治人物。
- 10月11日——陳秀寳：政治人物。
- 10月12日——
  - 溫郁芳：編劇。
  - 張鐵志：作家、社會運動人士。
- 10月13日——李聰富：棒球選手，現被終身禁賽。
- 10月17日——蔡坤奇：吉他手、廣播主持人，是自然捲第二任主唱。
- 10月20日——張志豪：籃球運動員。
- 10月21日——陳惠敏：記者、助理教授。
- 10月22日——楊義清：物理學家。
- 10月25日——葉君璋：棒球捕手、棒球教練。
- 10月29日——黃璽文：政治人物，曾任高雄縣議會副議長。
- 10月30日——丘昌榮：棒球教練。
- 10月31日——陳以信：政治人物。
- 11月1日——張承中：律師。
- 11月7日——黃立成：歌手、演員，是黃立行之弟，曾是L.A. Boyz成員，現為Machi團長。
- 11月8日——蔡祐吉：記者、主持人。
- 11月15日——陳瑩：政治人物。
- 11月16日——
  - 馬凱妮：講師。
  - 游藝：環保運動人士。
- 11月17日——聶雲：演員、主持人、電台DJ。
- 11月19日——那維勳：演員。
- 11月20日——嚴常銘：演員。
- 11月28日——劉秀美：足球裁判。
- 11月30日——柯呈枋：政治人物。
- 12月3日——吳玟萱：演員、模特兒。
- 12月4日——楊煜堂：棒球選手。
- 12月11日——王思懿：演員、模特兒。
- 12月12日——邱靖雅：政治人物。
- 12月31日——闕樹木：棒球選手、公車司機。

## 逝世
- 3月6日——陳嘉尚，空軍軍官，曾任空軍總司令。
- 7月5日——黃朝琴，外交官、政治人物。首任台灣省議會議長。（1897年出生）
- 12月11日——張李德和，女作家（1893年出生）。
- 12月18日——林迦，高雄企業家。日治時期曾經營高雄三信前身「有限責任興業信用組合」，戰後出任首屆鹽埕區長。（1972年逝世）